# Nazionale maschile di pallacanestro della Moldavia
La nazionale maschile di pallacanestro della Moldavia rappresenta la Moldavia nelle competizioni internazionali maschili di pallacanestro gestite dalla FIBA. È sotto il controllo della Federazione cestistica della Moldavia.

## Storia

### Nazionale Unione Sovietica (1946-1991)
Nel periodo compreso tra il 1946 ed il 1991, ha fatto parte della nazionale sovietica.

### Squadra Unificata (1992)
Nel 1992 è stata inclusa nella CSI, sotto le cui insegne ha partecipato alla Olimpiade di Barcellona.

### Nazionale moldava (dal 1992)
La nazionale si è formata nel 1992, ma è rimasta inattiva fino al 2022, quando ha iniziato a partecipare ai Campionato europeo FIBA dei piccoli stati, competizione nella quale ha raggiunto per due volte la finale.

## Piazzamenti
Europei dei piccoli stati
- 2002: 5º
- 2006: 4º
- 2008:  2º
- 2010: 4º
- 2012:  2º

## Formazioni

### Europei dei piccoli stati
Campionato europeo FIBA dei piccoli stati 20124 Chiriac, 5 Priscepnii, 6 Onila, 7 Coputerco, 8 Nartov, 9 Rulevski, 10 Colesnicov, 11 Cropotov, 12 Ostafiiciuc, 13 Andrus,        All. Alexandru Sestopal

## Nazionali giovanili
- Selezioni giovanili della nazionale di pallacanestro della Moldavia